# Aïn Draham
Aïn Draham (em árabe: عين دراهم) é uma cidade e município no noroeste da Tunísia, que faz parte da província de Jendouba e em 2004 tinha 8 888 habitantes. No mesmo ano, a delegação de Aïn Draham tinha 40 372 habitantes.
A cidade situa-se a 800 metros de altitude, nas encostas do  Djebel Bir (1 014 m), parte da cadeia de Kroumirie, 9 km a leste da fronteira argelina, 27 km a sul de Tabarka e da costa mediterrânica, 42 km a norte de Jendouba, 65 km a oeste de Béja e 176 km a oeste de Tunes. A região de Aïn Draham é a mais chuvosa da Tunísia, detendo o recorde nacional de 1 534 mm de precipitação anual média. A temperatura média anual é da ordem de 15°C, com média de 6,6°C em janeiro e 23,9°C em julho.
O nome significa "fonte de prata", e evoca as nascentes quentes sulfurosas já usadas pelos romanos, o que é comprovado por vestígios de termas no local. Durante o protetorado francês, como atualmente, Aïn Draham foi uma estância de veraneio, que é popular sobretudo entre famílias tunisinas abastadas. Por ser a principal cidade das serras de Kroumirie, é frequente que estas sejam chamadas Aïn Draham. Pelas suas casas de telhas vermelhas, as suas florestas densas de sobreiros e a riqueza em caça, nomeadamente javalis, a povoação faz lembrar uma aldeia alpina, que é apreciada em todas as estações, pela caça, pela frescura do seu clima, os passeios pedestres, equestres ou em bicicleta de montanha, e pelo termalismo.[carece de fontes?]